# Tim Visser (voetballer)
Tim Visser (1995) is een Nederlands voetballer die doorgaans als middenvelder speelt.
In 2013 verruilde hij De Treffers voor Achilles '29. Op 8 mei 2015 debuteerde hij in de laatste minuut in de laatste wedstrijd van het seizoen tegen Jong FC Twente (0-1 verlies) als invaller voor Tim Verhoeven, die een publiekswissel kreeg in zijn 355e en laatste wedstrijd voor Achilles '29. Naast het voetbal is hij actief als dj. Medio 2016 keerde hij terug bij De Treffers waar hij voor het zaterdagteam in de Derde klasse A ging spelen.

## Statistieken
| Seizoen                   | Club            | Competitie      | Competitie | Competitie | Beker | Beker | Totaal | Totaal |
| Seizoen                   | Club            | Competitie      | Wed.       | Dlp.       | Wed.  | Dlp.  | Wed.   | Dlp.   |
| ------------------------- | --------------- | --------------- | ---------- | ---------- | ----- | ----- | ------ | ------ |
| 2014/15                   | Achilles '29    | Eerste divisie  | 1          | 0          | 0     | 0     | 1      | 0      |
| Carrière totaal           | Carrière totaal | Carrière totaal | 1          | 0          | 0     | 0     | 1      | 0      |
| Bijgewerkt tot 8 mei 2015 |                 |                 |            |            |       |       |        |        |